# Erika Rosenberg
Erika Rosenberg (*24 de juny de 1951 a Buenos Aires, Argentina) és una escriptora alemanya, intèrpret, traductora, periodista i la biògrafa d'Oskar i Emilie Schindler.

## Vida i obra
Erika Rosenberg va néixer el 24 de juny de 1951 a Buenos Aires com a filla d'alemanys jueus. Els seus pares, un jurista i una doctora, van fugir el 1936 de l'Holocaust a l'Argentina passant pel Paraguai.
El 1990 va conèixer Emilie Schindler amb qui va mantenir intensives converses que no solament van portar a una amistat sinó també a més de 70 hores d'enregistrament, a partir de les quals Rosenberg va escriure la biografia En l'ombra de Schindler el 1993.
Després de la mort d'Emilie Schindler el 9 d'octubre del 2001, Erika Rosenberg es converteix fins i tot en hereva. Anteriorment havia publicat les biografies de la vídua de Schindler sota el títol Jo, Emilie Schindler i del seu espòs com Jo, Oskar Schindler.
Des de 2009, Erika Rosenberg representà a la República Argentina en el consell internacional de l'organització Servei Austríac a l'Estranger. Aquesta Organització s'ocupava dels Straßenkinder, els nens del carrer, pels quals es preparà un programa d'alfabetització.
Al setembre 2011 va presentar el seu llibre sobre la vida i obra de Guillermo Lehmann, fundador de 15 colònies i ciutats a la Província de Santa Fe. L'agost de 2012 va sortir una versió corregida de la biografia d'Emilie Schindler, editada per l'editorial Weltbild. A l'octubre del 2012 va publicar el seu nou llibre Oskar Schindler. Els seus desconeguts col·laboradors i oponents, completant així la trilogia sobre el tema Schindler. Aquest mateix any va presentar una exposició de documentació sobre Emilie i Oskar Schindler en col·laboració amb la Fundació socialista Friedrich Ebert a la ciutat de Ratisbona.
Al febrer de 2015 es publicà el seu nou llibre a Alemanya: una biografia sobre el Papa Francisco Als ich mit dem Papst O-Bahn fuhr. El 25 de febrer de 2015 és condecorada pel President d'Alemanya amb l'Ordre de la Creu al cavaller pels seus treballs. El seu següent projecte tracta d'una història a Budapest el 1944 titulada Glashaus, sobre la vida i obra del vice-cònsol suís Carl Lutz, que el 1944 va salvar de l'Holocaust la vida de 63.000 jueus hongaresos mitjançant salconduits i passis col·lectius falsos. El llibre va sortir novament sota el segell editorial Herbig a Alemanya. Erika Rosenberg va ser condecorada al març de 2016 pel Servei de l'Exterior Austríac. Els seus actuals projectes literaris responen a un treball sobre el femicidi a nivell mundial i un altre treball sobre una continuació de la Glashaus.
Erika Rosenberg viu i treballa a Argentina i Alemanya.

## Obres
- En l'ombra de Schindler. Emilie Schindler connta la seva història. Kiepenheuer & Witsch, 1997, ISBN 3-462-02585-6
- Jo, Oskar Schindler: Les seves marcacions, cartes i documents personals. Editorial Herbig, Múnic 2001 ISBN 3-7766-2204-0
- Jo, Emilie Schindler. Record d'una inflexible. Editorial Herbig, Múnic, 2001, ISBN 3-7766-2230-X
- Assaig sobre el "Che Guevara"
- Història d'un immigrant, basada en la vida del Dr. Benno Band
- Història del Bandoneón
- Jo busco a la meva mare
- La vida de la Beata Restituta. Monja franciscana que va ser ajusticiada pels nazis a Viena el 1943
- Vida i Obra de Guillermo Lehmann. Fundador de ciutats i localitats en Santa Fe
- Schindler i els seus col·laboradors i oponents LIT-Verlag, ISBN 978-3-643-11884-4
- Als ich mit dem Papst O-Bahn fuhr Langen Müller Herbig, München ISBN 978-3-7766-2753-4